# Albany (miasto w hrabstwie Green)
Albany – miasto w Stanach Zjednoczonych, w stanie Wisconsin, w hrabstwie Green.